# Jesenice, Praha-západ
Jesenice là một làng thuộc huyện Praha-západ, vùng Středočeský, Cộng hòa Séc.